# 7-ма механізована бригада (Чехія)
7-ма механізована Дукельська бригада (чеськ. 7. mechanizovaná brigáda „Dukelská") — складова Сухопутних військ Чехії. Підпорядковується Командуванню Сухопутних військ, основна задача — оборонні та наступальні бойові операції, допомога у захисті державного кордону та охорона важливих об'єктів. Підрозділи бригади задіяні в місії eVA — сучасна eFP — на території Литви з червня 2018.

## Історія
Вайскірхен став центром військової освіти Австро-Угорщини завдяки наявності залізниці, що сполучала Відень з Краковом: тут одночасно функціонували вища військова академія, кавалерійська кадетська школа та військова реальна гімназія (останні дві — єдині заклади такого типу на всю імперію). 1920-го тут відкрито Чехословацьку військову академію, проте після Другої світової армія зазнала значних скорочень і академія врешті-решт припинила своє існування.
Сучасна бригада була створена в Кромержижі 1 жовтня 1994 року шляхом скорочення 3-ї механізованої дивізії, а вже за десять років її пунктом постійної дислокації стали Границі. Наразі штаб бригади використовує фонди колишньої військової академії.
Особовий склад «Сімки» брав участь у численних закордонних місіях:
- 1998—1999, Боснія — у складі контингенту SFOR — перша за ліком миротворча операція Чехії;
- 2001—2008, Косово — самостійно і в складі чесько-словацького батальйону;
- 2006—2008, Ірак — в складі MNF–I;
- 2008—2012, Афганістан — в складі «Команди відновлення провінції Логар» (англ. Provincial Reconstruction Team Logar, PRT Logar) — переважно охорона цивільних фахівців
- 2011—2013, Афганістан — в складі «Оперативної групи наставництва і комунікації Вардак» (англ. Operational Mentoring and Liaison Team Wardak, OMLT Wardak), згодом — «Військово-консультативна група Вардак» (англ. Military Advisory Team Wardak, MAT Wardak) — підготовка афганських вояків
- 2013—2019, Афганістан — в складі групи охорони авіабази Баграм

## Склад
74-й батальйон розквартирований у Південноморавському краї, решта підрозділів — в Оломоуцькому.
| Штаб · 71-й МБ 72-й МБ · 73-й ТБ 74-й МБ |
| 71-й механізований батальйон Границі     |
| 72-й механізований батальйон Пршаславиці |
| 73-й танковий батальйон Пршаславиці      |
| 74-й механізований батальйон Бучовиці    |